# 卡尔克比
卡尔克比（法語：Carquebut，法語發音：[kaʁkəby]）是法国芒什省的一个旧市镇，属于瑟堡区。2019年，卡尔克比与市镇拉沃诺维尔并入市镇圣梅尔埃格利斯。

## 地理
卡尔克比（49°22'21"N, 1°19'48"W）面积8.54 平方千米，位于法国诺曼底大区芒什省，该省份为法国西北部沿海省份，西、北、东北三面环大西洋，东起顺时针与卡爾瓦多斯省、奧恩省、马耶讷省和伊勒-维莱讷省接壤。
与卡尔克比接壤的市镇（或旧市镇、城区）包括：伯兹维尔-拉巴斯蒂耶、布洛维尔、谢夫迪蓬、杜沃河畔列维尔、圣梅尔埃格利斯、塞伯维尔。

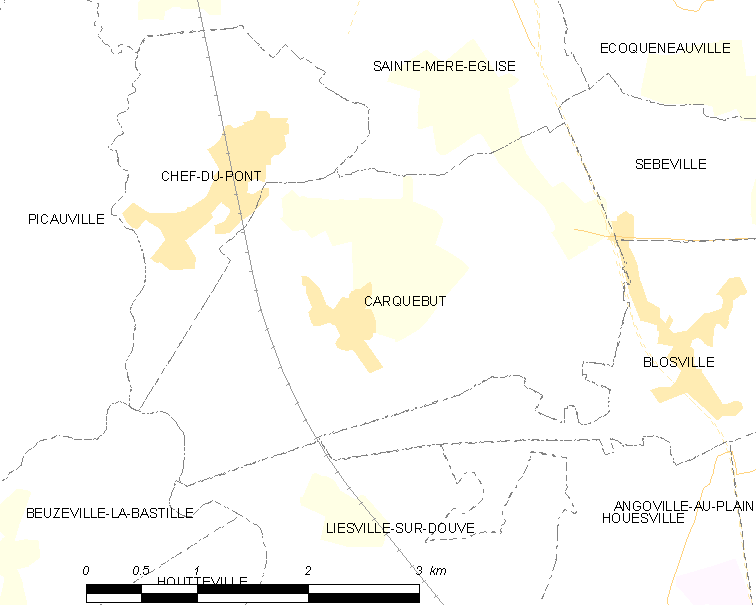
卡尔克比的OSM定位图

卡尔克比的时区为UTC+01:00、UTC+02:00（夏令时）。

## 行政
卡尔克比的邮政编码为50480，INSEE市镇编码为50103。

## 政治
卡尔克比所属的省级选区为卡朗唐莱马赖县。

## 人口

1962-2008年间卡尔克比人口变化图示

卡尔克比于2018年1月1日时的人口数量为297人。